# Kenchenahalli, Arsikere
Kenchenahalli là một làng thuộc tehsil Arsikere, huyện Hassan, bang Karnataka, Ấn Độ.